# Camp Three
Camp Three est une census-designated place située dans le comté de Musselshell, dans l’État du Montana, aux États-Unis. Sa population s’élevait à 173 habitants lors du recensement de 2010.

## Source
- (en) Cet article est partiellement ou en totalité issu de l’article de Wikipédia en anglais intitulé « Camp Three, Montana » (voir la liste des auteurs).